# Münchens rådhus

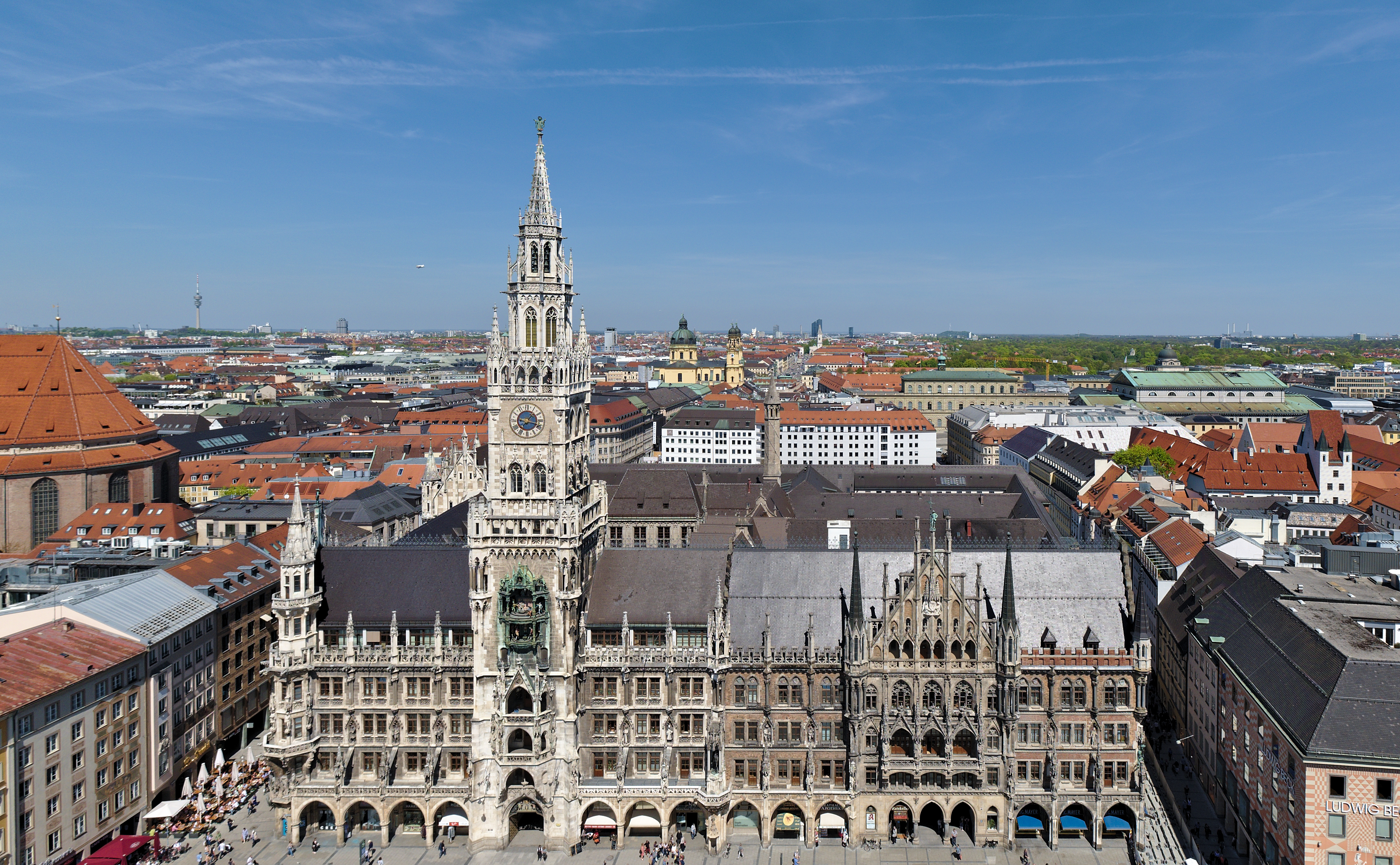
Münchens rådhus, 2018

Münchens rådhus (tyska: Neues Rathaus) är sedan 1874 säte för Münchens borgmästare, kommunfullmäktige och kommunalstyrelsen. Byggnaden övertog sina uppgifter från det gamla rådhuset från 1470-talet.

## Historia
Under 1800-talet fick München stor befolkningstillväxt och det gamla rådhuset blev för litet. Därför köptes under 1860-talet mark vid Marienplatz. De första planerna var inriktade på en byggnad i nyrenässans men senare valdes ett förslag i nygotisk stil av den endast 25 år gamla arkitekten Georg Hauberrisser från Graz. Bygget försenades och det blev betydligt dyrare än tänkt, men de första delarna invigdes 1874. Till exempel färdigställdes de planerade utsmyckningarna 1883.
Det visade sig att det nya rådhuset var fortfarande för litet och mellan 1889 och 1892 tillkom större tillbyggnader. Båda delarna var tegelbyggnader med element i natursten. Den tredje byggfasen gick från 1898 till 1905 och byggnaden intog ett helt kvarter. Särskilt omdiskuterat var tornet med en höjd av 80 meter.
Under andra världskriget fick byggnaden stora skador och de delar som fanns kvar blev säte för den amerikanska ockupationsmakten.

## Betydande husdelar
På en loggia mot Marienplatz står skulpturer som föreställer borgerliga dygder. Ovanför håller två änglar Münchens vapensköld. På fasadens topp står en riddare med vindflöjel.
Kännetecknande för rådhustornet är Tysklands största klockspel (Glockenspiel). Konstverket föreställer ett tornerspel som ägde rum 1568.